# Peter Schønau Fog
Peter Schønau Fog (født 20. april 1971) er en dansk filminstruktør. Hans afgangsfilm fra Filmskolen var Lille Mænsk, der foregår på Fanø. Hans første spillefilm, Kunsten at græde i kor, efter Erling Jepsens roman med samme titel, havde premiere 27. april 2007 og blev stærkt rosende anmeldt. For denne film modtog han i 2007 Nordisk Råds Filmpris.

## Filmografi
- Du forsvinder (2017)
- Kunsten at græde i kor (2007)